# هارولد ويندهام
هارولد ويندهام (بالإنجليزية: Harold Wyndham)‏ هو موظف مدني أسترالي، ولد في 1903، وتوفي في 1988.